# Czesław Bartula
Czesław Bartula (ur. 1924 w Nawsiu Kołaczyckim, zm. 10 września 2013 w Krakowie) – polski językoznawca, profesor polonistyki i slawistyki, wykładowca WSP/ Akademii Świętokrzyskiej / Uniwersytetu Jana Kochanowskiego w Kielcach, Uniwersytetu Jagiellońskiego i Uniwersytetu Pedagogicznego im. Komisji Edukacji Narodowej w Krakowie. Autor licznych prac z zakresu składni historycznej języka polskiego, języka staro-cerkiewno-słowiańskiego i prasłowiańskiego. Podręcznik prof. Bartuli „Podstawowe wiadomości z gramatyki staro-cerkiewno-słowiańskiej” (1981) wszedł do kanonu akademickiej literatury językoznawczej.